# Рибинська сільська рада (Корюківський район)
Риби́нська сільська́ ра́да — адміністративно-територіальна одиниця та орган місцевого самоврядування в Корюківському районі Чернігівської області. Адміністративний центр — село Рибинськ.

## Загальні відомості
Рибинська сільська рада утворена у 1921 році.
- Територія ради: 57,477 км²
- Населення ради: 809 осіб (станом на 2001 рік)

## Населені пункти
Сільській раді підпорядковані населені пункти:
- с. Рибинськ
- с-ще Голубівщина
- с. Журавлева Буда
- с. Лісове
- с. Новоселівка
- с. Парастовське
- с. Стопилка

## Склад ради
Рада складається з 12 депутатів та голови.
- Голова ради: Помаз Геннадій Олексійович

### Керівний склад попередніх скликань
| Прізвище, ім'я, по батькові     | Основні відомості                                                         | Дата обрання | Дата звільнення |
| ------------------------------- | ------------------------------------------------------------------------- | ------------ | --------------- |
| Бездушний Володимир Миколайович | Сільський голова, 1963 року народження, освіта вища, член Народної партії | 26.03.2006   | 31.10.2010      |
| Бездушний Володимир Миколайович | Сільський голова, 1963 року народження, освіта вища, член Народної партії | 31.10.2010   | 23.04.2013      |
| Помаз Геннадій Олексійович      | Сільський голова, 1981 року народження, освіта вища, член Партії регіонів | 15.12.2013   |                 |

Примітка: таблиця складена за даними сайту Верховної Ради України

### Депутати
За результатами місцевих виборів 2010 року депутатами ради стали:

#### За суб'єктами висування
| Суб'єкт висування | Кількість обраних депутатів | %    |
| ----------------- | --------------------------- | ---- |
| Партія регіонів   | 7                           | 58,3 |
| Народна партія    | 4                           | 33,3 |
| Самовисування     | 1                           | 8,3  |

#### За округами
| № округу        | Прізвище, ім'я, по батькові      | Дата визнання обраним | Освіта             | Партійна приналежність | Відомості про обраного депутата                                             |
| --------------- | -------------------------------- | --------------------- | ------------------ | ---------------------- | --------------------------------------------------------------------------- |
| Народна Партія  |                                  |                       |                    |                        |                                                                             |
| 3               | Мелашич Наталія Володимирівна    | 02.11.2010            | вища               | позапартійна           | Рибинська загальноосвітня школа І-ІІІ ст., завуч                            |
| 5               | Янченко Людмила Володимирівна    | 02.11.2010            | вища               | позапартійна           | Сільська рада, секретар                                                     |
| 8               | Харченко Олена Олександрівна     | 02.11.2010            | вища               | член Народної партії   | Сільська бібліотека, бібліотекар                                            |
| 12              | Трейтяк Ольга Миколаївна         | 02.11.2010            | вища               | член Народної партії   | Сядринське СТ, продавець                                                    |
| Партія регіонів |                                  |                       |                    |                        |                                                                             |
| 1               | Трейтяк Алла Петрівна            | 02.11.2010            | вища               | позапартійна           | Рибинська загальноосвітня школа І-ІІІ ст., бібліотекар                      |
| 4               | Зборщик Лариса Віталіївна        | 02.11.2010            | вища               | позапартійна           | Рибинська загальноосвітня школа І-ІІІ ст., вчитель зарубіжної літератури    |
| 6               | Помаз Петро Михайлович           | 02.11.2010            | середня спеціальна | позапартійний          | пенсіонер                                                                   |
| 7               | Єрмоленко Олександр Анатолійович | 02.11.2010            | вища               | член Партії регіонів   | Рибинська загальноосвітня школа І-ІІІ ст., вчитель географії та фізкультури |
| 9               | Зборщик Галина Володимирівна     | 02.11.2010            | середня спеціальна | позапартійна           | тимчасово не працює                                                         |
| 10              | Халіман Микола Іванович          | 02.11.2010            | вища               | позапартійний          | ПСП «Колос», головний інженер                                               |
| 11              | Халіман Андрій Миколайович       | 02.11.2010            | вища               | позапартійний          | ПСП «Колос», інженер                                                        |
| Самовисування   |                                  |                       |                    |                        |                                                                             |
| 2               | Мотрич Валентина Федорівна       | 02.03.2014            | вища               | позапартійна           | сільська рада, секретар виконкому                                           |